# Queijos da Espanha

São fabricados vários tipos de queijos na Espanha: alguns são muitos famosos no restante do mundo também. Dependendo do local, pode se usar, como matéria-prima, o leite de vaca, de cabra ou de ovelha. Certas regiões tendem a ter um queijo mais famoso do que outras, mas o queijo manchego é conhecido por toda a Espanha.

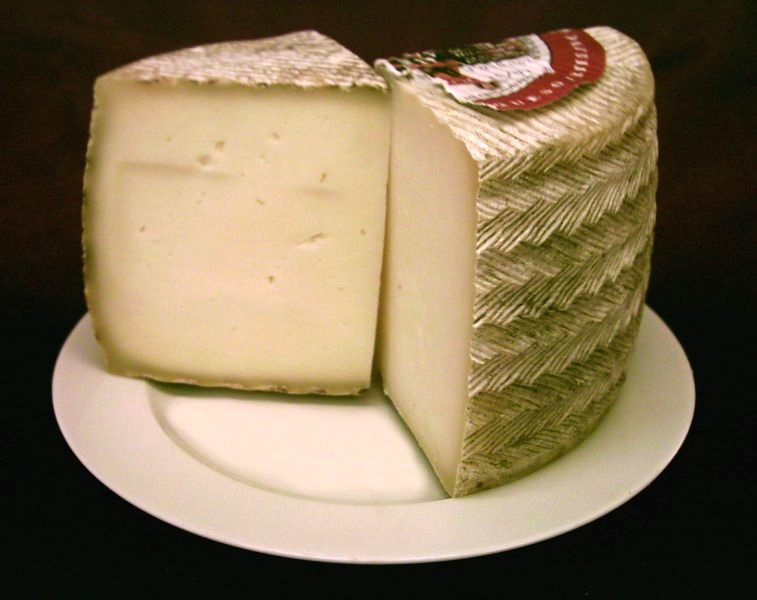
Um queijo manchego.

Apenas 23 dos queijos presentes em toda a Espanha, se originaram ali, sendo o restante vindos de outras partes do mundo. São várias as formas pelas quais podem ser produzidos:pasteurizados, crus, em creme, e assim por diante.

## Queijos por comunidades
Em ordem alfabética:
- Andaluzia:

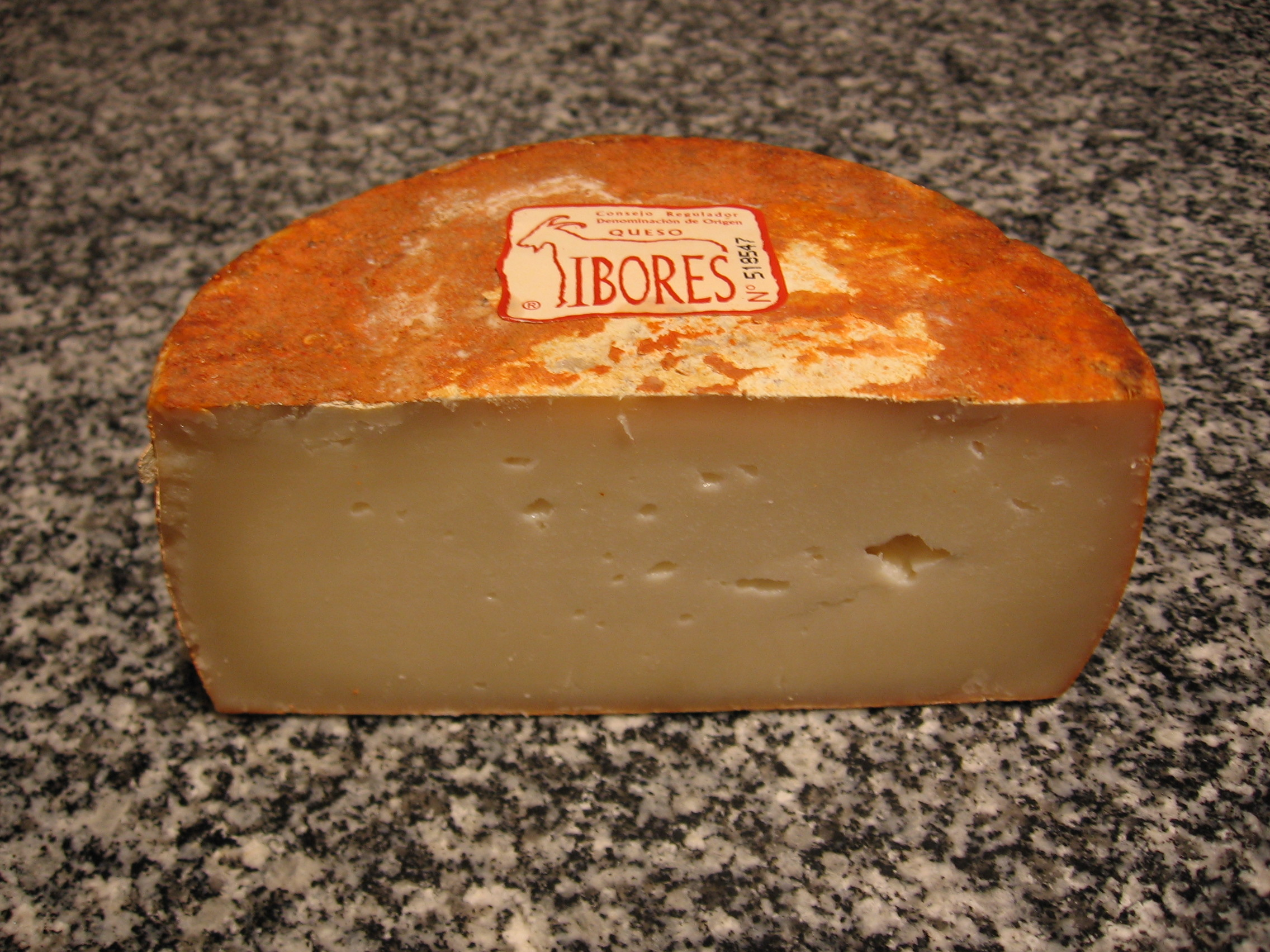
Queijo Ibores.

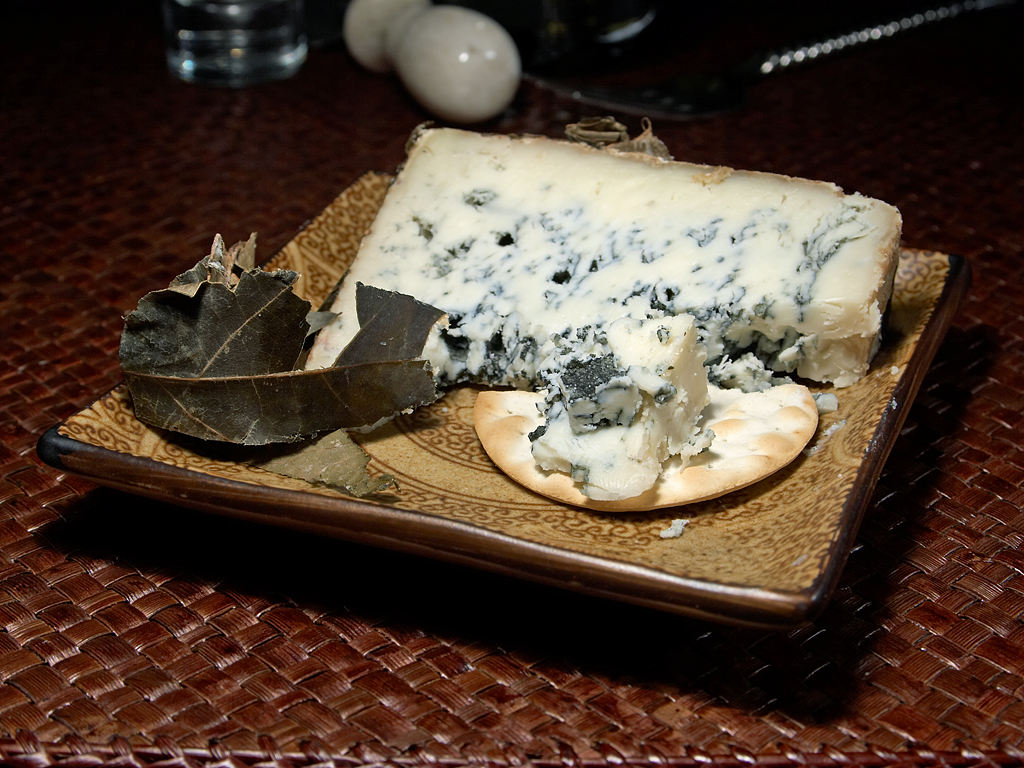
Cabrales.

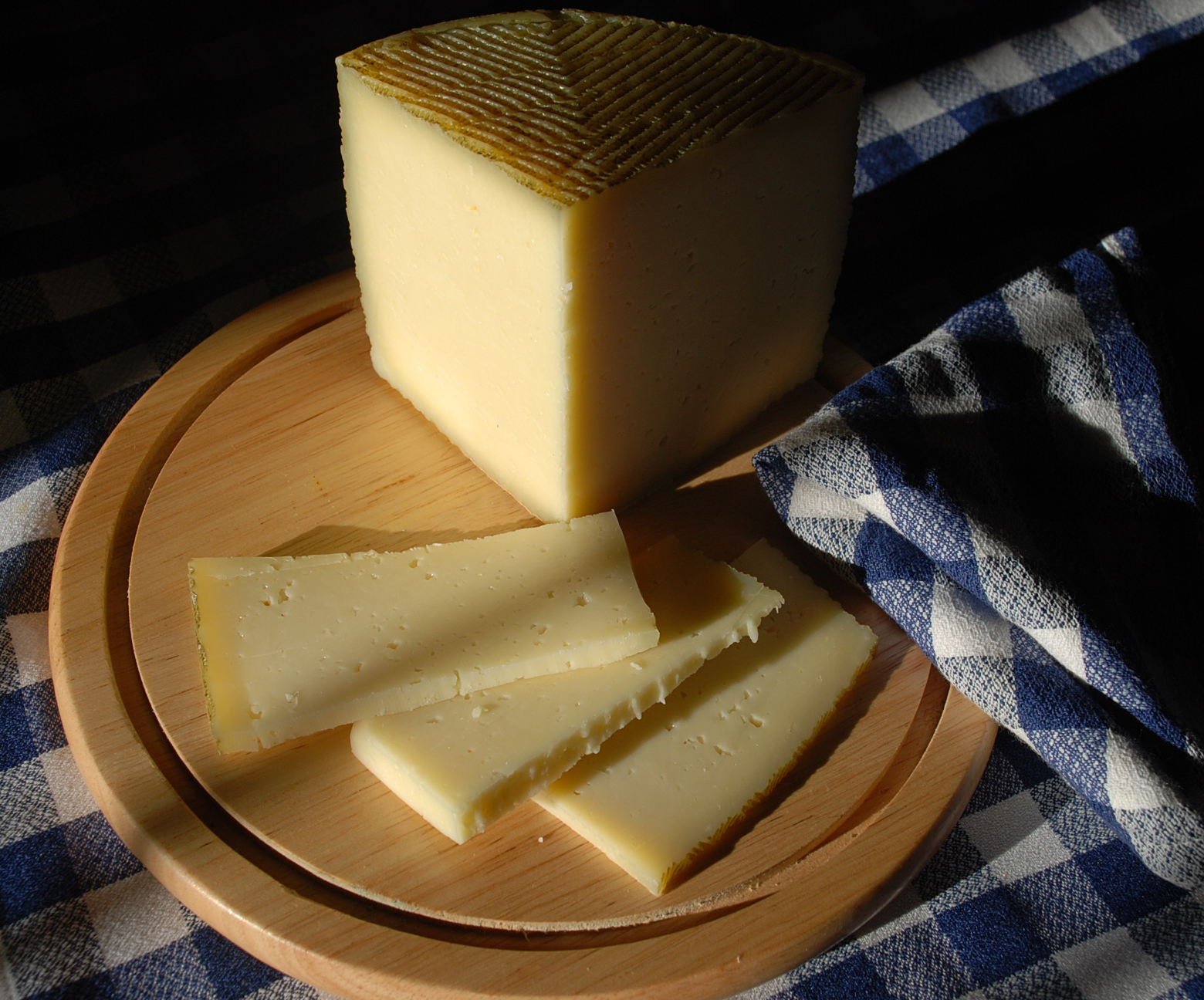
Queijo Cerrato de Palência

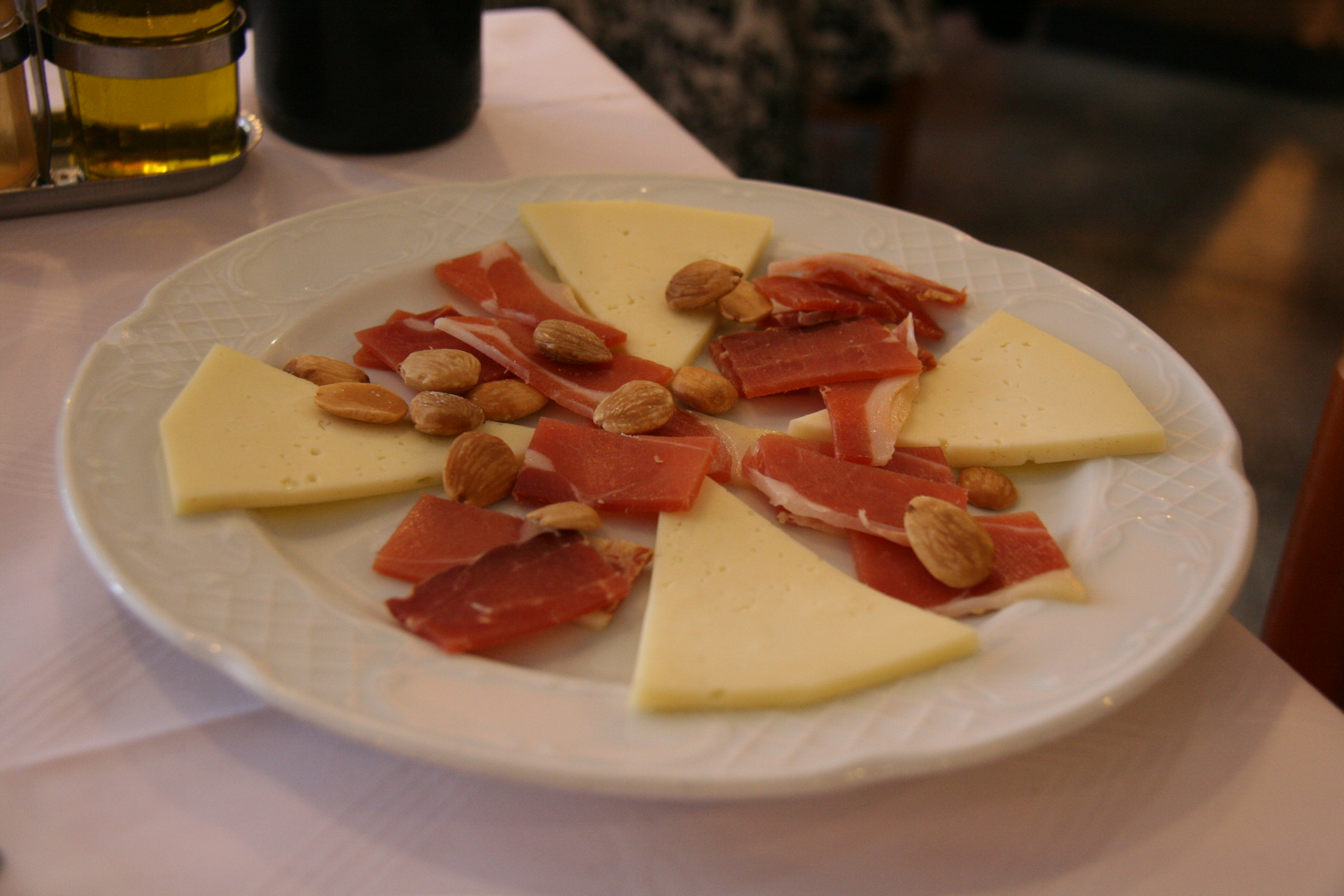
Queijo, amêndoas e presunto

  - Queijo de Pedroche, na Sierra de Cazorla, de leite cru de ovelha, especialmente da raça Merino.
  - Queijo de cabra payoya da Grazalema, na Sierra de Cádiz.
  - Queijos de Zuheros, na província de Córdova.

- Aragão: o mais conhecido é o queijo de Tronchón, que foi citado por Cervantes no Dom Quixote. É feito com leite de ovelha, às vezes misturado com leite de cabra. Há, também:
  - Queijo Echo y Ansó;
  - Queijo de Biescas.
  - Queijo Patamulo.
  - Queijo de Radiquero.
  - Queijo de Benabarre.
  - Queijo Pañoleta.
  - Queijo de Sahún.
  - Queijo de El Burgo.
  - Queijo Chistabín.